# Jemma McKenzie-Brown
Jemma McKenzie-Brown (Beverley, 2 giugno 1994) è un'attrice britannica, nota per il suo ruolo di Tiara Gold nel film High School Musical 3: Senior Year.

## Filmografia
| Anno                      | Titolo                             | Ruolo              | Note                          |
| 2008                      | High School Musical 3: Senior Year | Tiara Gold         |                               |
| Old Peter's Russian Tales | Maroosia                           | Radio Play         |                               |
| The Monstrous Mother      | Cathy                              | Radio Play         |                               |
| 2007                      | TMi                                | TMier              | First appearance on programme |
| 2007                      | MI High                            | Irene Ryfield      | Episodio Spy Plane            |
| 2006                      | The Amazing Mrs. Pritchard         | Georgina Pritchard | Debut                         |

Ha anche partecipato agli show Basil's Swap Shop, Fantástico, Access Hollywood, Entertainment Tonight e TMi.

## Discografia
- 2008: High School Musical 3: Senior Year